# Alain Maury
Alain J. Maury född 1958 i Nancy, är en fransk astronom.
Minor Planet Center listar honom som A. Maury och som upptäckare av 7 asteroider.
Han upptäckte den periodiska kometen 115P/Maury, och den icke-periodiska kometen C/1988 C1.
Asteroiden 3780 Maury är uppkallad efter honom.

## Asteroider upptäckta av Alain Maury
| 3838 Epona                                               | 27 november 1986 |
| 4404 Enirac                                              | 2 april 1987     |
| 4482 Frèrebasile                                         | 1 september 1986 |
| 4558 Janesick [A]                                        | 12 juli 1988     |
| 5370 Taranis                                             | 2 september 1986 |
| 11284 Belenus                                            | 21 januari 1990  |
| 21001 Trogrlic                                           | 1 april 1987     |
| (120452) 1988 NA                                         | 6 juli 1988      |
| 152188 Morricone [B]                                     | 27 augusti 2005  |
| Upptäckt tillsammans med: A Jean Mueller B Franco Mallia |                  |